# Brasilianerinden
Brasilianerinden er en tysk stumfilm fra 1921 af Adolf Gärtner.

## Medvirkende
- Ellen Richter som Juanita di Conchitas
- Erich Kaiser-Titz som Amru
- Karl Günther som Dr. Percy Grey
- Albert Patry som Grey
- Georg John som Mummy
- Kurt Rottenburg som Dr. Edward Pattison
- Georg Baselt som Don Martunez de la Blanca
- Henry Bender